# Jacques Fehrnbach
Jacques Fehrnbach (* 8. Januar 1877 in Paris; † 12. März 1932 in Gagny) war ein französischer Turner.

## Leben
Jacques Fehrnbach belegte bei den Olympischen Sommerspielen 1900 in Paris in dem als „Championnat International de Gymnastique“ bezeichneten Einzelmehrkampf den 56. Platz.